# Jerzy Wójcik (filmowiec)

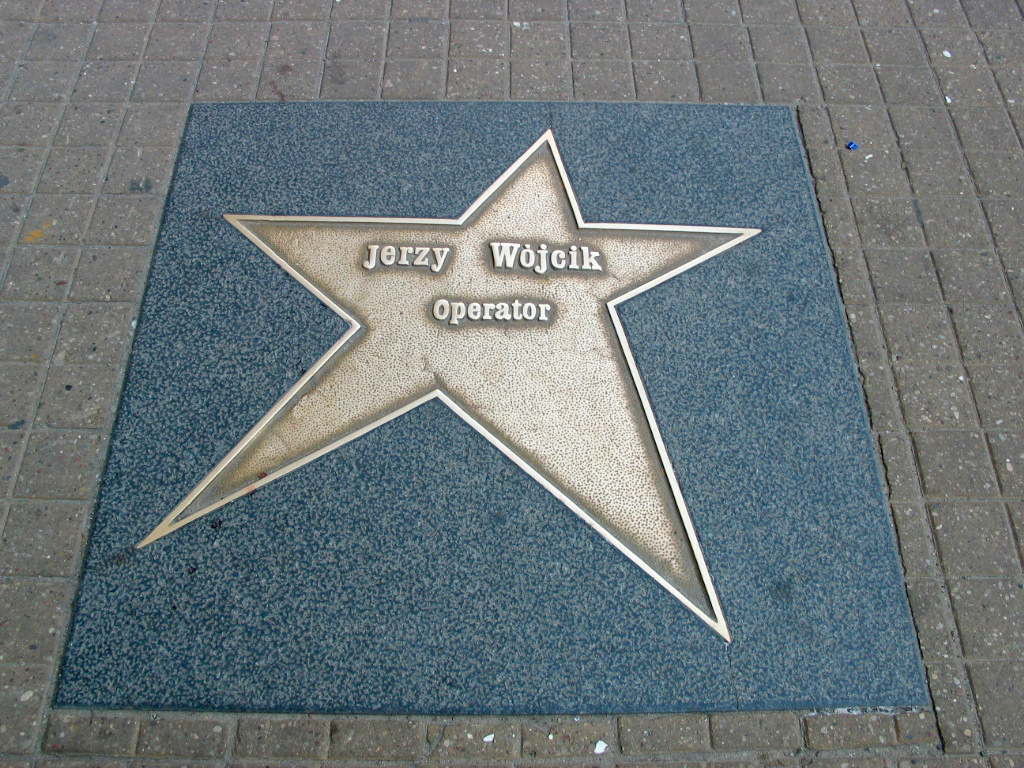
Gwiazda w Alei Gwiazd w Łodzi

Jerzy Michał Wójcik (ur. 12 września 1930 w Nowym Sączu, zm. 3 kwietnia 2019 w Warszawie) – polski operator filmowy, reżyser, autor scenariuszy filmowych i teatralnych.
Międzynarodową sławę zyskał w latach „polskiej szkoły filmowej” jako współtwórca największych sukcesów artystycznych polskiego kina lat 50. i 60.

## Życiorys
W 1955 ukończył studia na wydziale operatorskim PWSF w Łodzi i rozpoczął pracę w zespole filmowym „Kadr”. Dyplom otrzymał w roku 1964. W roku 1956 pracował jako drugi operator pod kierunkiem Jerzego Lipmana przy zdjęciach do „Kanału” Andrzeja Wajdy.
Zadebiutował jako samodzielny operator w Eroice Andrzeja Munka (1958). Następnie realizował m.in. zdjęcia do filmów Popiół i diament (1958) Andrzeja Wajdy, Matka Joanna od Aniołów (1961) i Faraon (1966) Jerzego Kawalerowicza, Westerplatte (1967) Stanisława Różewicza i Potop (1974) Jerzego Hoffmana, aż do Anioła w szafie (1987) Stanisława Różewicza.
W latach 1968–1970 współpracował z reżyserami jugosłowiańskimi. Wyreżyserował dwa filmy fabularne – Skarga (1991) i Wrota Europy, (1999) – do których napisał również scenariusze. W latach 1976–1985 zajmował się także reżyserią telewizyjną – stworzył kilka spektakli Teatru Telewizji, m.in. Joanna d’Arc (1976) i Relacja (1977).
Był autorem scenariuszy dla Teatru Telewizji oraz Teatru Adekwatnego.
Został profesorem sztuki filmowej. W latach 1981–1982 wykładał sztukę operatorską na Wydziale Radia i Telewizji Uniwersytetu Śląskiego w Katowicach, a od 1982 wykładał na Wydziale Operatorskim PWSFTviT w Łodzi, początkowo jako profesor nadzwyczajny, od 1988 zwyczajny. W latach 2000–2003 wykładał na Wydziale Polonistyki Uniwersytetu Warszawskiego, a w latach 2010–2015 na Wydziale Scenografii Akademii Sztuk Pięknych w Warszawie.
Za swoją twórczość był wielokrotnie nagradzany, m.in. Krzyżem Komandorskim Orderu Odrodzenia Polski (2005), nagrodą „Vitae Valor” za całokształt twórczości na III Festiwalu Filmowym „Vitae Valor” w Tarnowie (2003), nagrodą za całokształt twórczości „Golden Camera 300” na MFF Sztuki Operatorskiej im. Braci Manaki w Bitola w Macedonii (1999), a wcześniej szeregiem nagród za zdjęcia do filmów i za reżyserię spektakli teatru TV.
Był honorowym przewodniczącym Stowarzyszenia Twórców Obrazu Filmu Fabularnego.
W roku 2006 opublikował zawierającą przemyślenia i wspomnienia zawodowe książkę Labirynt światła, w roku 2017 Sztukę filmową – zbiór wykładów, wygłoszonych w latach 2000–2003 na Uniwersytecie Warszawskim.
Ostatnie lata życia spędził w Podkowie Leśnej. Podczas uroczystości żałobnych, 11 kwietnia, w kościele św. Krzysztofa w Podkowie Leśnej wiceminister kultury i dziedzictwa narodowego Wanda Zwinogrodzka odczytała list ministra Piotra Glińskiego. Pogrzeb odbył się według ceremoniału państwowego z asystą wojskową. Profesor Wójcik został odznaczony pośmiertnie Krzyżem Komandorskim z Gwiazdą Orderu Odrodzenia Polski za wybitne zasługi w pracy artystycznej i twórczej na rzecz rozwoju i popularyzowania polskiej kinematografii.

## Życie prywatne
W roku 1959 poślubił aktorkę Magdę Teresę Dąbrowską. Na początku lat 60. przeniósł się z Łodzi do Warszawy. W roku 1963 został ojcem syna Tomasza.

## Filmografia

### Etiudy szkolne
- 1953
  - Kiedy ty śpisz (współpraca operatorska), reż. Andrzej Wajda, zdj. Jerzy Lipman
  - Piaskarze (współpraca operatorska), reż. Andrzej Wajda, zdj. Jerzy Lipman
  - Początek dnia (zdjęcia), reż. Julian Dziedzina
- 1955
  - Człowiek nie umiera (współpraca operatorska), reż. Sylwester Chęciński, zdj. Henryk Depczyk
  - Godzina bez słońca (zdjęcia), reż. Paweł Komorowski
  - Powrót (zdjęcia), reż. Julian Dziedzina
- 1966 – Medaliony (zdjęcia), reż. Andrzej Brzozowski

### Filmy fabularne
- 1956
  - Kanał (II operator), reż. Andrzej Wajda
  - Koniec nocy (współautor zdjęć i scenariusza), reż. Julian Dziedzina, Paweł Komorowski, Walentyna Uszycka
  - Prawdziwy koniec wielkiej wojny (II operator), reż. Jerzy Kawalerowicz
- 1958
  - Eroica, reż. Andrzej Munk
  - Popiół i diament, reż. Andrzej Wajda
- 1959 – Krzyż Walecznych, reż. Kazimierz Kutz
- 1960 – Nikt nie woła, reż. Kazimierz Kutz
- 1961
  - Czas przeszły, reż. Leonard Buczkowski
  - Matka Joanna od Aniołów, reż. Jerzy Kawalerowicz
  - Samson, reż. Andrzej Wajda
- 1962 – Mój stary, reż. Janusz Nasfeter
- 1963 – Zacne grzechy, reż. Mieczysław Waśkowski
- 1964
  - Przy torze kolejowym, reż. Andrzej Brzozowski
  - Echo, reż. Stanisław Różewicz
- 1965 – Życie raz jeszcze, reż. Janusz Morgenstern
- 1966
  - Faraon, reż. Jerzy Kawalerowicz
  - Potem nastąpi cisza, reż. Janusz Morgenstern
- 1967 – Westerplatte, reż. Stanisław Różewicz
- 1968
  - Uzrok smrti ne pominati, reż. Jovan Żivanović
  - Twarzą w twarz, reż. Krzysztof Zanussi
  - Vrane, reż. Lubiśa Kozomara
- 1969
  - Devojka sa kosmaja, reż. Dragovan Jovanović
  - Tajna vecera, reż. Zdravko Velimirovic
- 1970 – Krvava bajka, reż. Toti Janković
- 1973 – Potop, reż. Jerzy Hoffman
- 1975 – Opadły liście z drzew, reż. Stanisław Różewicz
- 1978 – Pasja, reż. Stanisław Różewicz
- 1979 – Elegia, reż. Paweł Komorowski
- 1980 – Ryś, reż. Stanisław Różewicz
- 1981 – Pensja pani Latter, reż. Stanisław Różewicz
- 1983 – Kobieta w kapeluszu, reż. Stanisław Różewicz
- 1985 – Diabeł, reż. Stanisław Różewicz
- 1987 – Anioł w szafie, reż. Stanisław Różewicz

## Reżyseria
- 1976 – Joanna d’Arc, Teatr TV
- 1977 – Relacja, Teatr TV (autor)
- 1978
  - Medea, Teatr TV (także adaptacja)
  - Anna, Teatr TV
- 1979 – Tu zaszła zmiana, Teatr TV (także scenariusz)
- 1982 – Pyłek w oku, Teatr TV (także scenariusz)
- 1985 – Promethidion, Teatr TV
- 1991 – Skarga (także scenariusz)
- 1996 – Portret w przestrzeni (także scenariusz)
- 1999 – Wrota Europy (także scenariusz)

## Scenariusze
- 1956 – Koniec nocy (współautor scenariusza i zdjęć), reż. Julian Dziedzina, Paweł Komorowski, Walentyna Uszycka
- 1974 – Człowiek jak człowiek według Bertolda Brechta, reż. Magda Teresa Wójcik, Teatr Adekwatny
- 1976 – Bhagavad Gita – Pieśń Pana według Mahabharaty, reż. Magda Teresa Wójcik, Teatr Adekwatny
- 1977 – Relacja, Teatr TV (autor, także reżyseria)
- 1978 – Medea, Teatr TV (adaptacja, także reżyseria)
- 1979
  - Medea według Eurypidesa (adaptacja), reż. Magda Teresa Wójcik, Teatr Adekwatny
  - Tu zaszła zmiana, Teatr TV (także reżyseria)
- 1982 – Pyłek w oku, Teatr TV (także reżyseria)
- 1983 – Cesarz według Ryszarda Kapuścińskiego, reż. Magda Teresa Wójcik, Teatr Adekwatny
- 1988 – Bhagavad Gita według Mahabharaty, reż. Magda Teresa Wójcik, Teatr Adekwatny
- 1991 – Skarga (także reżyseria)
- 1996 – Portret w przestrzeni (także reżyseria)
- 1999 – Wrota Europy (także reżyseria)
- 2002 – Cesarz według Ryszarda Kapuścińskiego (scenariusz), reż. Magda Teresa Wójcik, Teatr Adekwatny

## Nagrody i odznaczenia
- 1962 – Matka Joanna od Aniołów – Nagroda Ministra Kultury i Sztuki I stopnia;
- 1966 – Potem nastąpi cisza – Nagroda Ministra Obrony Narodowej II stopnia;
- 1967 – Westerplatte
  - Nagroda Ministra Kultury i Sztuki I stopnia;
  - Nagroda Ministra Obrony Narodowej I stopnia
- 1968 – Vrane – Dyplom za Osiągnięcia Twórcy Zagranicznego w kinematografii jugosłowiańskiej (Festiwal Filmów Jugosłowiańskich, Pula)
- 1975 – Opadły liście z drzew
  - Nagroda Państwowa II stopnia
  - Nagroda za zdjęcia (Festiwal Polskich Filmów Fabularnych, Gdańsk)
- 1977 – Relacja
  - Nagroda Przewodniczącego Komitetu ds. Radia i Telewizji I stopnia za spektakl teatru TV
  - Nagroda Złoty Ekran za spektakl teatru TV
- 1987 – Anioł w szafie – nagroda za zdjęcia na Festiwalu Polskich Filmów Fabularnych
- 1988 – Anioł w szafie – Nagroda Szefa Kinematografii za twórczość filmową w dziedzinie filmu fabularnego za rok 1987
- 1998 – Krzyż Oficerski Orderu Odrodzenia Polski z okazji 50-lecia PWSFTviT
- 1999 – Nagroda za całokształt twórczości filmowej w dziedzinie sztuki operatorskiej „Golden Camera 300” na MFF Sztuki Operatorskiej im. braci Manaki w Bitola (Macedonia)
- 2002 – 4 grudnia na ulicy Piotrkowskiej w Łodzi odsłonięto gwiazdę Jerzego Wójcika w Alei Gwiazd (w okolicach Hotelu Grand i kina Polonia)
- 2003 – Nagroda „Vitae Valor” za całokształt twórczości na III Festiwalu Filmowym „Vitae Valor” w Tarnowie
- 2005 – Krzyż Komandorski Orderu Odrodzenia Polski[4]
- 2009 – Orły 2009 – Nagroda za Osiągnięcia Życia
- 2012 – Platynowe Lwy nagroda na 37 Gdynia Film Festival za całokształt twórczości
- 2019 – Krzyż Komandorski z Gwiazdą Orderu Odrodzenia Polski (pośmiertnie)[5]